# Адаменка (посёлок)
Ада́менка (бел. Адаменка) — посёлок в составе Новобыховского сельсовета Быховского района Могилёвской области Белоруссии.

## Географическое положение
Посёлок расположен на одноимённой реке — Адаменке.

## Население
- 1897 год — 40 жителей
- 1920 год — 84 жителя
- 1982 год — 31 житель
- 2009 год — 21 житель